# Звезда (завод, Шостка)
Шосткинский казённый завод «Звезда» (укр. Шосткинський казенний завод «Зірка») — государственное предприятие военно-промышленного комплекса Украины, производитель пороха и зарядов к артиллерийским орудиям, стрелковому и охотничьему оружию — старейшее предприятие-производитель боеприпасов на территории Украины. Кроме того, предприятие участвует в ремонте и утилизации продукции военного назначения.

## История

### 1771—1917
Шосткинский завод был создан в 1771 году в соответствии с указом императрицы Екатерины II на месте построенного ранее по распоряжению Сената (строительство начато в 1736 году) порохового завода, который проработал с 1739 по 1742 год.
Первый командир — майор А. Рудометов. В 1826—1832 годах директором был генерал-майор К. А. Бендерский; в 1832—1849 — генерал-майор В. В. Гербель; в 1855—1857 — генерал-майор И. Е. Носов. В 1909—1917 годах заводом руководил генерал-майор Г. П. Кислинский.
В 1848 году на заводе было создано капсюльное производство.
За первые 100 лет существования (1771—1881) на заводе было изготовлено свыше 2 млн. пудов дымного пороха разных сортов и свыше 200 млн шт. капсюлей. Предприятие также производило очистку селитры для других заводов. Завод неоднократно реконструировался. В частности, в 1884—1889 гг. были построены новые кирпичные здания, установлены три паровые машины; между цехами проложена узкоколейка; введено электрическое освещение завода (с 1888).
В 1893 году Шосткинский пороховой завод входил в число крупнейших предприятий Глуховского уезда Черниговской губернии Российской империи. В это время численность работников составляла 3360 человек, основной продукцией являлись порох (55 тыс. пудов в год) и селитра (40600 пудов в год).
В конце XIX века, после изобретения пироксилинового, баллистического и кордитного пороха, на заводе был начат выпуск осветительных ракет, пироксилиновой шашки, капсюлей-детонаторов и иных боеприпасов.
В период Первой мировой войны основная продукция завода — порох, капсюли, ракеты. В 1915 году было выпущено около 56 тыс. ракет, в том числе 20 тыс. 3- и 4-дюймовых ракет без освещающей головной части для забрасывания «кошек» на проволочные заграждения. В среднем в годы войны выпуск осветительных ракет составлял около 50 тыс. в год. Капсюльный цех с 1915 года вырабатывал свыше 100 млн боевых капсюлей в год. Имелись также цеха серной кислоты, азотной кислоты, пироксилина и эфира. В 1915 году началась масштабная модернизация: построена центральная электростанция на 2 турбогенератора по 2000 кВт, выстроена вторая линия порохового производства и расширено пироксилиновое производство (нитрация голландерная, горячая промывка), построено здание центральной заводской лаборатории. В результате выполненных работ к началу 1917 года выработка бездымного пороха увеличилась до 170 тыс. пудов в год. Предприятие снабжало Варшавскую, Новогеоргиевскую, Ковенскую, Ивангородскую, Либавскую крепостные артиллерии. За годы войны для русской армии заводом было поставлено более 10,8 тыс. тонн бездымного пороха; дымного пороха изготовлено свыше 70 тыс. тонн.

### 1918—1991
8.11.1917 г. на заводе состоялся митинг, на котором рабочие поддержали Октябрьскую революцию 1917 г.
В апреле 1918 года Шостку оккупировали австро-немецкие войска, которые оставались здесь до ноября 1918 года. В дальнейшем, почти до конца 1919 года территория находилась в зоне боевых действий гражданской войны.
В ходе Великой Отечественной войны с 27 августа 1941 года до 3 сентября 1943 года город был оккупирован немецкими войсками, но затем завод был восстановлен.
До 1966 года предприятие называлось Завод «Почтовый ящик № 9».
В мае 1965 года на базе производства электроизоляционных материалов завода «Звезда» был создан филиал Всесоюзного электротехнического института (с 1975 года ставший филиалом Всесоюзного научно-исследовательского и проектно-технологического института электроизоляционных материалов и фольгированных диэлектриков, а в дальнейшем преобразованный в Научно-исследовательский и конструкторско-технологический институт электроизоляционных материалов и фольгированных диэлектриков).

### После 1991 года
После провозглашения независимости Украины, завод был передан в подчинение министерства обороны Украины.
В марте 1995 года Верховная Рада Украины внесла завод в перечень предприятий, приватизация которых запрещена в связи с их общегосударственным значением.
В августе 1997 года завод был включён в перечень предприятий, имеющих стратегическое значение для экономики и безопасности Украины.
В 2006 году производственные мощности завода были загружены на 5,1 %.
В 2006—2007 гг. один из руководителей завода осуществил списание и реализацию объектов недвижимости предприятия, чем нанес ущерб государству на сумму почти 3 млн. гривен.
По состоянию на начало 2008 года, перечень основной продукции завода включал:
- 23-мм выстрелы УОФ7, УБР1[1]
- 30-мм выстрелы УБР6, УОР6, УОФ8[1]
- 100-мм выстрел индекса ЗУОФ17 с осколочно-фугасным снарядом[1]
- 122-мм выстрелы индекса ЗВОФ5, ЗВО6 с осколочно-фугасным снарядом[1]
- 122-мм выстрел индекса 53-ВОФ-463М с осколочно-фугасным снарядом[1]
- 125-мм танковые выстрелы с бронебойно-подкалиберным снарядом[1]
- 125-мм танковый выстрел индекса ЗВБК10 с кумулятивными снарядами ЗБК14 и ЗБК14М[1]
- 125-мм танковый выстрел индекса ЗВП5 с практическим кумулятивным снарядом[1]
- 125-мм танковый выстрел индекса ЗВОФ36 с осколочно-фугасным снарядом[1]
- 125-мм выстрел индекса ЗВП6 с практическим подкалиберным снарядом[1]
- 125-мм холостой выстрел индекса 4Х33[1]
- 130-мм выстрел индекса 53-ВОФ-482ВУ с осколочно-фугасным снарядом[1]
- дымные зернистые пороха[1]
- огнепроводные шнуры марок ОШ и ОШП[1]
- пироксилиновые пороха[1]
- полный переменный заряд в гильзе индекса 4Г23 под снаряды индекса 53-ОФ-462, 53-ОФ-462Ж, 53-БК-463У, 53-БК-463УМ к 122-мм гаубице М-30[1]

В августе 2008 года министерство обороны Украины выделило заводам «Звезда» и «Импульс» 8 млн гривен на утилизацию боеприпасов.
В мае 2009 года Кабинет министров Украины выделил заводу квоты на отгрузку технического этилового спирта для производства продукции органического синтеза.
После создания в декабре 2010 года государственного концерна «Укроборонпром», в 2011 году завод вошёл в состав концерна.
В ноябре 2011 года руководство ГК «Укроборонпром» объявило о намерении разработать программу реструктуризации завода с целью создания компании по разработке и производству боеприпасов и взрывчатых веществ (в состав которой было предложено включить Шосткинский завод «Звезда», Шосткинский завод «Импульс» и НИИ химических продуктов).
В 2012 году чистая прибыль завода составила 85,296 млн гривен, и впервые за 20 лет завод инвестировал 2,5 млн гривен собственных средств на модернизацию мощностей.
В начале 2013 года министерство обороны Украины выделило заводам «Звезда» и «Импульс» ещё 60 млн гривен на утилизацию боеприпасов.
В начале октября 2013 года завод заключил контракт на поставку 30 тонн дымного пороха на общую сумму около 2,5 млн грн. для производственных нужд ЗАО «Украгровибух» и КП ШКЗ «Импульс», который стал первым крупным государственным заказом за девять лет. Контракт был выполнен 16 декабря 2013
25 ноября 2014 в соответствии с постановлением Кабинета Министров Украины завод был внесён в перечень предприятий, охрану которых должна обеспечивать Национальная гвардия Украины.
В июле 2015 года директор компании «Спецтехноэкспорт» Павел Барбул сообщил, что «Спецтехноэкспорт» закупает выпускаемые заводом метательные заряды для снарядов 125-мм танковых орудий для продажи на экспорт, поскольку на Украине спроса на них не имеется

## Происшествия
- 19 августа 2002 года в результате возгорания сырья начался пожар в цеху № 5, пострадал один человек[18]